# Lieja-Bastoña-Lieja 2019
La 105.ª edición de la clásica ciclista Lieja-Bastoña-Lieja se celebró el 28 de abril de 2019 sobre un recorrido de 256 kilómetros con inicio y final en la ciudad de Lieja en Bélgica.
La carrera es el cuarto monumento de ciclismo de la temporada y cierra el ciclo de las tres competencias denominadas como Clásicas de las Ardenas.
La carrera hizo parte del UCI WorldTour 2019, siendo la vigésima competición del calendario de máxima categoría mundial y fue ganada por el ciclista danés Jakob Fuglsang del equipo Astana. Completaron el podio los ciclistas Davide Formolo y Maximilian Schachmann del Bora-Hansgrohe.

## Recorrido
El recorrido incluyó 11 cotas, las cuales se indican a continuación:
| N.º | Nombre                               | km    | Longitud (m) | Pendiente media | km a la llegada |
| --- | ------------------------------------ | ----- | ------------ | --------------- | --------------- |
| 1   | Côte de la Rôche en Ardenne          | 75    |              |                 | 181             |
| 2   | Côte de Saint-Roch                   | 121   | 1 000        | 11,2 %          | 135             |
| 3   | Côte de Mont-le-Soie                 | 161   | 4 000        | 6,1 %           | 95              |
| 4   | Côte de Wanne                        | 169,5 | 2 800        | 7,4 %           | 86,5            |
| 5   | Côte de Stockeu (Estela Eddy Merckx) | 176   | 1 000        | 12,5 %          | 80              |
| 6   | Côte de la Haute-Levée               | 181,5 | 3 600        | 5,6 %           | 74,5            |
| 7   | Col du Rosier                        | 194,5 | 4 400        | 5,9 %           | 61,5            |
| 8   | Côte du Maquisard                    | 207   | 2 500        | 5 %             | 49              |
| 9   | Côte de La Redoute                   | 219   | 2 000        | 8,9 %           | 37              |
| 10  | Côte des Forges                      | 231   |              |                 | 25              |
| 11  | Côte de la Roche aux faucons         | 241   | 1 300        | 11 %            | 15              |

## Equipos participantes
Tomaron parte en la carrera 25 equipos, de los cuales asisten por derecho propio los 18 de categoría UCI WorldTour y 7 equipos de categoría Profesional Continental invitados por la organización de la carrera, quienes conformaron un pelotón de 175 ciclistas de los que terminaron 101. Los equipos participantes fueron:
| WorldTeams (18)- AG2R La Mondiale - Astana - Bahrain-Merida - Bora-hansgrohe - CCC Team - Deceuninck-Quick Step - Dimension Data - EF Education First - Groupama-FDJ - Team Jumbo-Visma - Katusha-Alpecin - Lotto Soudal - Mitchelton-Scott - Movistar Team - Sky - Team Sunweb - Trek-Segafredo - UAE Team Emirates Equipos continentales profesionales (7)- Arkéa-Samsic - Cofidis, Solutions Crédits - Total Direct Énergie - Sport Vlaanderen-Baloise - Vital Concept-B&B Hotels - Wallonie Bruxelles - Wanty-Groupe Gobert |
| |

## Clasificaciones finales
Las clasificaciones finalizaron de la siguiente forma:

### Clasificación general
| \| Clasificación general \| Clasificación general \| Clasificación general \| Clasificación general \| Clasificación general \| \| Ciclista \| Ciclista \| Equipo \| Tiempo \| \| \| --------------------- \| ---------------------- \| --------------------- \| --------------------- \| --------------------- \| \| 1.º \| Jakob Fuglsang \| Astana \| 6 h 37 min 37 s \| \| \| 2.º \| Davide Formolo \| Bora-Hansgrohe \| + 27 s \| \| \| 3.º \| Maximilian Schachmann \| Bora-Hansgrohe \| + 57 s \| \| \| 4.º \| Adam Yates \| Mitchelton-Scott \| + 57 s \| \| \| 5.º \| Michael Woods \| EF Education First \| + 57 s \| \| \| 6.º \| David Gaudu \| Groupama-FDJ \| + 57 s \| \| \| 7.º \| Mikel Landa \| Movistar Team \| + 57 s \| \| \| 8.º \| Vincenzo Nibali \| Bahrain-Merida \| + 1 min 00 s \| \| \| 9.º \| Dylan Teuns \| Bahrain-Merida \| + 1 min 05 s \| \| \| 10.º \| Wout Poels \| Team Sky \| + 1 min 26 s \| \| \| 11.º \| Tim Wellens \| Lotto-Soudal \| + 1 min 29 s \| \| \| 12.º \| Michał Kwiatkowski \| Team Sky \| + 1 min 29 s \| \| \| 13.º \| Patrick Konrad \| Bora-Hansgrohe \| + 1 min 29 s \| \| \| 14.º \| Jay McCarthy \| Bora-Hansgrohe \| + 1 min 29 s \| \| \| 15.º \| Carlos Betancur \| Movistar Team \| + 1 min 29 s \| \| \| 16.º \| Julian Alaphilippe \| Deceuninck-Quick Step \| + 1 min 29 s \| \| \| 17.º \| Laurens De Plus \| Team Jumbo-Visma \| + 1 min 29 s \| \| \| 18.º \| Tadej Pogačar \| UAE Team Emirates \| + 1 min 29 s \| \| \| 19.º \| Guillaume Martin \| Wanty-Gobert \| + 1 min 29 s \| \| \| 20.º \| Daniel Felipe Martínez \| EF Education First \| + 1 min 29 s \| \| |                        |                       |                 |
| |                        |                       |                 |
| Fuente: ProCyclingStats |                        |                       |                 |
| Clasificación general |                        |                       |                 |
| Ciclista | Ciclista               | Equipo                | Tiempo          |
| 1.º | Jakob Fuglsang         | Astana                | 6 h 37 min 37 s |
| 2.º | Davide Formolo         | Bora-Hansgrohe        | + 27 s          |
| 3.º | Maximilian Schachmann  | Bora-Hansgrohe        | + 57 s          |
| 4.º | Adam Yates             | Mitchelton-Scott      | + 57 s          |
| 5.º | Michael Woods          | EF Education First    | + 57 s          |
| 6.º | David Gaudu            | Groupama-FDJ          | + 57 s          |
| 7.º | Mikel Landa            | Movistar Team         | + 57 s          |
| 8.º | Vincenzo Nibali        | Bahrain-Merida        | + 1 min 00 s    |
| 9.º | Dylan Teuns            | Bahrain-Merida        | + 1 min 05 s    |
| 10.º | Wout Poels             | Team Sky              | + 1 min 26 s    |
| 11.º | Tim Wellens            | Lotto-Soudal          | + 1 min 29 s    |
| 12.º | Michał Kwiatkowski     | Team Sky              | + 1 min 29 s    |
| 13.º | Patrick Konrad         | Bora-Hansgrohe        | + 1 min 29 s    |
| 14.º | Jay McCarthy           | Bora-Hansgrohe        | + 1 min 29 s    |
| 15.º | Carlos Betancur        | Movistar Team         | + 1 min 29 s    |
| 16.º | Julian Alaphilippe     | Deceuninck-Quick Step | + 1 min 29 s    |
| 17.º | Laurens De Plus        | Team Jumbo-Visma      | + 1 min 29 s    |
| 18.º | Tadej Pogačar          | UAE Team Emirates     | + 1 min 29 s    |
| 19.º | Guillaume Martin       | Wanty-Gobert          | + 1 min 29 s    |
| 20.º | Daniel Felipe Martínez | EF Education First    | + 1 min 29 s    |

## Ciclistas participantes y posiciones finales
Convenciones:
- AB-N: Abandono en la etapa N
- FLT-N: Retiro por llegada fuera del límite de tiempo en la etapa N
- NTS-N: No tomó la salida para la etapa N
- DES-N: Descalificado o expulsado en la etapa N

## UCI World Ranking
La Lieja-Bastoña-Lieja otorgó puntos para el UCI World Ranking para corredores de los equipos en las categorías UCI WorldTeam, Profesional Continental y Equipos Continentales. Las siguientes tablas muestran el baremo de puntuación y los 10 corredores que obtuvieron más puntos:
| Posición   | 1.º | 2.º | 3.º | 4.º | 5.º | 6.º | 7.º | 8.º | 9.º | 10.º | 11.º | 12.º | 13.º | 14.º | 15.º | 16.º-20.º | 21.º-30.º | 31.º-50.º | 51.º-55.º | 56.º-60.º |
| Puntuación | 500 | 400 | 325 | 275 | 225 | 175 | 150 | 125 | 100 | 85   | 70   | 60   | 50   | 40   | 35   | 30        | 20        | 10        | 5         | 3         |

| Clasificación |                       |                    |        |
| Ciclista      | Ciclista              | Equipo             | Puntos |
| ------------- | --------------------- | ------------------ | ------ |
| 1.º           | Jakob Fuglsang        | Astana             | 500    |
| 2.º           | Davide Formolo        | Bora-Hansgrohe     | 400    |
| 3.º           | Maximilian Schachmann | Bora-Hansgrohe     | 325    |
| 4.º           | Adam Yates            | Mitchelton-Scott   | 275    |
| 5.º           | Michael Woods         | EF Education First | 225    |
| 6.º           | David Gaudu           | Groupama-FDJ       | 175    |
| 7.º           | Mikel Landa           | Movistar           | 150    |
| 8.º           | Vincenzo Nibali       | Bahrain Merida     | 125    |
| 9.º           | Dylan Teuns           | Bahrain Merida     | 100    |
| 10.º          | Wout Poels            | Sky                | 85     |